# علي عبد الكاظم
علي عبد الكاظم سعيد (من مواليد 28 نوفمبر 1965) هو مهاجم كرة قدم عراقي سابق لعب لمنتخب العراق في كأس الأمم العربية 1988، ولعب بين عامي 1987 و1988.